# Малое Алексеевское (Тверская область)
Малое Алексеевское — деревня в Калининском районе Тверской области. Входит в состав Бурашевского сельского поселения.

## География
Деревня находится в юго-восточной части Тверской области на расстоянии приблизительно 20 км на юг от города Тверь.

## История
Деревня была отмечена на карте ещё 1853 года (тогда Алексеевское). В 1859 году здесь (деревня Тверского уезда Тверской губернии) было учтено 11 дворов. В 1941 году отмечено 17 дворов. С 2018 года современное название.

## Население
Численность населения: 97 человек (1859 год), 1 (русские 100 %) в 2002 году, 7 в 2010.